# Vatta
Vatta es un pueblo ubicado en el distrito de Mezőkövesd, en el condado de Borsod-Abaúj-Zemplén, Hungría.

## Superficie
Posee una superficie de 23,34 kilómetros cuadrados.

## Demografía
Hasta 2019 la población era de 913 habitantes, con una densidad de población de 39,12 habitantes por kilómetro cuadrado.